# Alkalijski metali
Alkalijski metali kemijski su elementi 1. skupine periodnog sustava: litij, natrij, kalij, rubidij, cezij i francij.

## Svojstva
Zbog samo jednog elektrona u zadnjoj ljusci elektronskog omotača njihovih atoma, imaju najmanju energiju ionizacije od svih ostalih metala, što znači da su kemijski vrlo reaktivni (reaktivnost im raste porastom relativne atomske mase).
Zbog toga se u prirodi nalaze samo u spojevima, dok se u elementarnom stanju moraju čuvati u posebnim uvjetima: litij, natrij i kalij se, da ne bi reagirali s tvarima iz zraka, čuvaju u petroleju ili mineralnim uljima, dok za rubidij i cezij ni to nije dovoljno – oni se moraju čuvati u vakuumu ili u atmosferi plemenitog plina.
Alkalijski metali vrlo lako oksidiraju, što ih čini najjačim reducensima. Od svih alkalijskih metala, najjači reducens je litij.
Reakcije tih metala s vodom vrlo su burne, pri čemu se stvaraju jake lužine:
2 M(s) + 2H2O(l) → 2 M+ + 2 OH- + H2(g)
Litij se lagano grije i ispušta vodik, natrij se rastali i zapali vodik ako miruje na mjestu, kalij se rastali i zapali, rubidij detonira, a cezij detonira još jače.
Francij, zbog kratkog vremena poluraspada, nije sintetiziran u makroskopskim količinama, no za očekivati je da bi reagirao slično ceziju.
U svim spojevima dolaze u stupnju oksidacije +1, a najčešće u obliku klorida, od kojih je najrasprostranjeniji natrijev klorid. Svi spojevi su im ionski, a njihovi kationi ne hidroliziraju ili hidroliziraju vrlo malo.
Dobivaju se elektrolizom talina njihovih soli (najčešće klorida), a ne vodenih otopina jer imaju vrlo negativne redukcijske elektrodne potencijale, zbog čega se na katodi vrši redukcija vode u vodik.
Zbog slabe metalne veze kojoj je uzrok samo jedan elektron u zadnjoj elektronskoj ljusci, najmekši su metali. Svi se mogu lako rezati nožem, s izuzetkom litija, koji je nešto tvrđi.
Tališta su im vrlo niska, kao i gustoće.
Kristalna rešetka alkalijskih metala je volumno centrirana kocka.
Svi boje plamen: litij crveno, natrij intenzivno žuto, kalij blago ljubičasto, rubidij crveno-ljubičasto, a cezij nebesko plavo.

## Uporaba
Kao elementarne tvari, alkalijski metali koriste se za razne teške redukcije, u organskim sintezama, kao rashladni mediji u nekim sustavima i slično. Imaju vrlo malenu ulogu u metalurgiji. Spojevi su im vrlo široke uporabe.

## Etimologija
Naziv "alkalijski" potječe od arapske riječi al-qili, što znači biljni pepeo (pepeo biljaka sadržava znatne količine natrijeva i kalijeva karbonata). Vodena otopina pepela vrlo je lužnata pa se naziv "alkalijski" daje i svim drugim tvarima izrazito lužnatih svojstava.